# Krusensterniella notabilis
 Krusensterniella notabilis és una espècie de peix de la família dels zoàrcids i de l'ordre dels perciformes.

## Hàbitat
És un peix marí, de clima temperat i demersal que viu entre 24-160 m de fondària.

## Distribució geogràfica
Es troba als mars d'Okhotsk i del Japó.

## Observacions
És inofensiu per als humans.